# (72680) 2001 FJ62
(72680) 2001 FJ62 – planetoida z pasa głównego okrążająca Słońce w ciągu 5,09 lat w średniej odległości 2,96 j.a. Odkryta 19 marca 2001 roku.